# 秋草俊一郎
秋草 俊一郎（あきくさ しゅんいちろう、1979年 - ）は、日本の比較文学者、翻訳家。
日本大学准教授。

## 人物・来歴
東京都生まれ。
2004年東京大学文学部西洋近代語近代文学専攻卒、2009年同大学院人文社会系研究科現代文芸論専攻博士課程修了、「訳すのは「私」 ウラジーミル・ナボコフにおける自作翻訳の諸相」で博士 (文学)の学位を取得。
ウィスコンシン大学客員研究員、ハーヴァード大学客員研究員などを経て、2014年東京大学教養学部講師（任期つき）。2016年日本大学総合社会情報研究科准教授。
2005年「注釈で出来た世界」で新潮新人賞評論部門最終候補。
2008年度東京大学総長大賞、2012年『ナボコフ 訳すのは「私」』で日本比較文学会賞受賞。

## 著書
- 『ナボコフ 訳すのは「私」 自己翻訳がひらくテクスト』（東京大学出版会） 2011
- 『アメリカのナボコフ - 塗りかえられた自画像』（慶應義塾大学出版会） 2018
- 『「世界文学」はつくられる：1827 - 2020』（東京大学出版会） 2020 [7]

### 翻訳
- デイヴィッド・ダムロッシュ『世界文学とは何か?』（奥彩子,桐山大介,小松真帆,平塚隼介,山辺弦共訳、国書刊行会） 2011
- ウラジーミル・ナボコフ『ナボコフ全短篇』（諫早勇一,貝澤哉,加藤光也,杉本一直,沼野充義,毛利公美,若島正共訳、作品社） 2011
- シギズムンド・クルジジャノフスキイ（英語版）『瞳孔の中 クルジジャノフスキイ作品集』（上田洋子共訳、松籟社） 2012
- クルジジャノフスキイ『未来の回想』（松籟社） 2013
- ドミトリイ・バーキン『出身国』（群像社） 2015
- フランコ・モレッティ『遠読 - 〈世界文学システム〉への挑戦』（今井亮一,落合一樹,高橋知之共訳、みすず書房） 2016
- 『ナボコフの塊 - エッセイ集 1921 - 1975』（作品社） 2016.7
- エミリー・アプター（英語版）『翻訳地帯 - 新しい人文学の批評パラダイムにむけて』（今井亮一,坪野圭介,山辺弦共訳、慶應義塾大学出版会） 2018
- ナボコフ『ルージン・ディフェンス / 密偵』（新潮社、ナボコフコレクション3） 2018.12。前者は杉本一直訳
- マシュー・レイノルズ『翻訳 - 訳すことのストラテジー』（白水社） 2019
- アレクサンダル・ヘモン『私の人生の本』（松籟社） 2021
- ローレンス・ヴェヌティ（英語版）『翻訳のスキャンダル　差異の倫理にむけて』（柳田麻里共訳、フィルムアート社） 2022
- ホイト・ロング『数の値打ち　グローバル情報化時代に日本文学を読む』（今井亮一、坪野圭介共訳、フィルムアート社）2023
- アレクサンダル・ヘモン『ブルーノの問題』（柴田元幸共訳、書肆侃侃房）2023
- ジョージ・ソーンダーズ『ソーンダーズ先生の小説教室：ロシア文学に学ぶロシア文学に学ぶ書くこと、読むこと、生きること』（柳田麻里共訳、フィルムアート社）2024

### 編著
- 『世界文学アンソロジー：いまからはじめる』（秋草ほか4名と共編、三省堂）2019[8]
- 『教科書の中の世界文学：消えた作品・残った作品25選』（戸塚学と共編、三省堂）2024

## 論文
- 秋草俊一郎 CiNii